# Girolamo d’Andrea
Girolamo d’Andrea, italijanski rimskokatoliški duhovnik, škof in kardinal, * 12. april 1812, Neapelj, † 14. maj 1868.

## Življenjepis
4. oktobra 1835 je prejel duhovniško posvečenje.
12. julija 1841 je bil imenovan za naslovnega nadškofa Meliten, 18. julija je prejel škofovsko posvečenje in 30. julija istega leta je bil imenovan za apostolskega nuncija v Švici.
30. avgusta 1845 je postal tajnik znotraj Rimske kurije.
15. marca 1852 je bil povzdignjen v kardinala in imenovan za kardinal-duhovnika S. Agnese fuori le mura.
Med 4. julijem 1852 in 31. julijem 1861 je bil prefekt znotraj kurije.
28. septembra 1860 je bil imenovan za kardinal-škofa Sabine.